# Satans Kingdom
Satans Kingdom es un área no incorporada ubicada en el condado de Addison en el estado estadounidense de Vermont.
Es una comunidad no incorporada en la ciudad de Leicester en el condado de Addison, Vermont, Estados Unidos. Se encuentra a lo largo de la ruta 53 de Vermont, cerca de la orilla sur del lago Dunmore y justo al norte del lago Fern.

## Lema
Área de recreación del estado

## Ubicación
Satans Kingdom se encuentra ubicado en las coordenadas 43°52′35″N 73°03′51″O / 43.87639, -73.06417.